# Zlonice
Zlonice (en allemand : Slonitz) est un bourg (městys) du district de Kladno, dans la région de Bohême-Centrale, en Tchéquie. Sa population s'élevait à 2 285 habitants en 2024.

## Géographie
Zlonice se trouve à 7 km au nord de Slaný, à 17 km au nord de Kladno et à 35 km au nord-ouest de Prague.
La commune est limitée par Páleč, Jarpice, Šlapanice et Poštovice au nord, par Hobšovice à l'est, par Beřovice et Dřínov au sud, et par Stradonice à l'ouest.

## Histoire
La première mention écrite de la localité date de 1318. Elle a le statut de městys depuis le 12 avril 2007.
Écrite en 1865, la Première Symphonie d'Antonín Dvořák est appelée « Les Cloches de Zlonice ».